# 얼리 윈
얼리 윈 주니어(Early Wynn Jr., 1920년 1월 6일 ~ 1999년 4월 4일)는 "거스"(Gus)라는 별명을 가진 미국의 전 프로 야구 선수로, 1940년대와 50년대에 메이저 리그 베이스볼(MLB)에서 우완 투수로 활약하였다. 23시즌 동안 워싱턴 세너터스, 클리블랜드 인디언스, 시카고 화이트삭스 등지에서 뛰었다. 통산 691경기에 출전해 4564이닝을 던지며 300승(283선발승) 244패, 289완투, 49완봉, 3.54의 평균자책점을 기록했다. 1972년 야구 명예의 전당에 입성했다.